# Eleição presidencial nos Estados Unidos em 1964
A eleição presidencial dos Estados Unidos de 1964 foi a quadragésima-quinta eleição presidencial do país. Foi realizada em 3 de novembro de 1964. O atual presidente Lyndon B. Johnson tinha chegado ao cargo a menos de um ano antes após o assassinato de seu antecessor, John F. Kennedy. Johnson, que associou-se com sucesso com a popularidade de Kennedy, ganhou 61,1% dos votos populares, o maior ganho por um candidato desde 1820. Essa foi a sexta eleição presidencial mais desigual na história dos Estados Unidos em termos de votos no Colégio Eleitoral, e foi o quinto mais desigual em termos de voto popular. Nenhum candidato democrata nas eleições pós-1964 conseguiu melhor resultado do Colégio Eleitoral que Johnson em 1964.
O candidato republicano, o senador Barry Goldwater, do Arizona, sofria de uma falta de apoio de seu próprio partido e sua extrema-direita nas posições políticas. A campanha de Johnson com sucesso, retratou Goldwater como sendo um extremista perigoso, e defendeu os programas sociais que se tornou conhecida como a "Grande Sociedade".
Johnson tornou-se o quarto e mais recente vice-presidente a assumir a presidência após a morte de seu antecessor e a conquistar um mandato completo por direito próprio. Johnson venceu em 44 estados e no Distrito de Columbia, que votou pela primeira vez nesta eleição. Goldwater venceu em seu estado natal e varreu os cinco estados do Deep South (o Sul Profundo), devido ao forte apoio do Partido Democrata aos direitos civis e à dessegregação. Com exceção da Louisiana, os estados do Sul nunca haviam votado em um candidato presidencial republicano desde o fim da Reconstrução, em 1877.
Esta foi a última eleição em que o Partido Democrata conquistou a maioria do voto branco, com 59% dos eleitores brancos votando em Johnson em vez de Goldwater. Foi também a última eleição em que o candidato democrata venceu em Idaho, Utah, Wyoming, Dakota do Norte, Dakota do Sul, Nebraska, Kansas ou Oklahoma, e a única eleição em que os democratas venceram no Alasca. Esta eleição marcou a primeira vez na história em que os democratas venceram em Vermont e, inversamente, a primeira em que os republicanos venceram na Geórgia. Até 2024, esta foi a última vez em que um candidato presidencial democrata recebeu mais de 400 votos eleitorais, além de vencer em 40 ou mais estados.
Esta também foi a última eleição até 1992 em que os democratas venceram na Califórnia, Colorado, Illinois, Montana, Nevada, Novo México, Nova Jersey, Nova Hampshire ou Vermont, além de ser a última eleição até 2008 em que os democratas venceram na Virgínia ou em Indiana. Assim, esta foi a eleição presidencial mais recente em que toda a região do Centro-Oeste votou nos democratas. Também foi a única eleição entre 1952 e 1972 em que Richard Nixon não apareceu na chapa republicana.

## Processo eleitoral
A partir de 1832, os candidatos para presidente e vice começaram a ser escolhidos através das Convenções. Os delegados partidários, escolhidos por cada estado para representá-los, escolhem quem será lançado candidato pelo partido. Os eleitores gerais elegem outros "eleitores" que formam o Colégio Eleitoral. A quantidade de "eleitores" por estado varia de acordo com a quantidade populacional do estado. Em quase todos os estados, o vencedor do voto popular leva todos os votos do Colégio Eleitoral.

## Indicações partidárias

### Partido Democrata

#### Primárias democratas
A nomeação de Lyndon B. Johnson foi assegurada, mas ele queria controlar a convenção e evitar uma briga pública sobre os direitos civis. No entanto, Johnson enfrentou desafios a partir de dois lados, sobre questões de direitos civis ao longo da temporada de nomeação.
O governador segregacionista do Alabama George Wallace, concorreu em uma série de primárias no norte contra Johnson, e foi surpreendentemente bem nas primárias em Maryland, Indiana, Wisconsin e desfavoreceu os candidatos favoritos de cada estado. Todos os candidatos favoritos de cada estado, no entanto, venceu suas primárias. Na Califórnia Sam Yorty perdeu para Pat Brown.

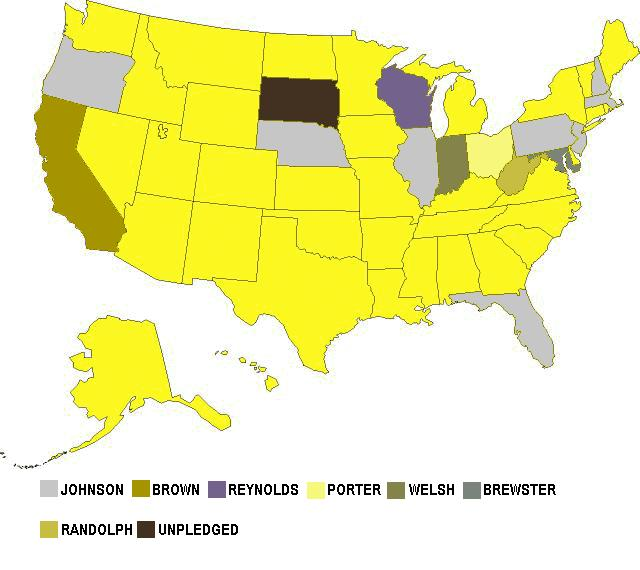
Vencedor em cada estado pelo voto popular nas primárias democratas de acordo com a legenda (veja a tabela ao lado).

| Resultados do voto popular nas primárias democratas                 | Resultados do voto popular nas primárias democratas | Resultados do voto popular nas primárias democratas |
| Candidato                                                           | Votos                                               | %                                                   |
| ------------------------------------------------------------------- | --------------------------------------------------- | --------------------------------------------------- |
| Pat Brown                                                           | 1.693.813                                           | 27,26%                                              |
| Lyndon B. Johnson                                                   | 1.106.999                                           | 17.82%                                              |
| Sam Yorty                                                           | 798.431                                             | 12,85%                                              |
| George Wallace                                                      | 672.984                                             | 10,83%                                              |
| John W. Reynolds                                                    | 522.405                                             | 8,41%                                               |
| Albert S. Porter                                                    | 493.619                                             | 7,94%                                               |
| Matthew E. Welsh                                                    | 376.023                                             | 6,05%                                               |
| Daniel Brewster                                                     | 267.106                                             | 4,30%                                               |
| Jennings Randolph                                                   | 131.432                                             | 2,12%                                               |
| Candidato livre, nenhum (Unpledged)                                 | 81.614                                              | 1,31%                                               |
| Robert F. Kennedy                                                   | 36.258                                              | 0,58%                                               |
| Outros                                                              | 23.235                                              | 0,37%                                               |
| Henry Cabot Lodge (inscrito na cédula pelos eleitores - "write-in") | 8.495                                               | 0,14%                                               |
| Adlai Stevenson                                                     | 800                                                 | 0,01%                                               |
| Hubert Humphrey                                                     | 548                                                 | 0,01%                                               |

#### Convenção Nacional Democrata
Na convenção nacional, integrado ao Partido Democrata da Liberdade do Mississippi (Mississippi Freedom Democratic Party" - MFDP) reivindicou os assentos para os delegados de Mississippi, não em razão das regras do Partido, mas porque a delegação oficial de Mississippi oficial sido eleito por uma primária pelas leis Jim Crow. Os líderes liberais do partido apoiaram uma divisão uniforme dos lugares entre as duas delegações; Johnson estava preocupado que, enquanto os democratas regulares de Mississippi provavelmente iriam votar em Goldwater de qualquer maneira, rejeitando-se a perdê-lo no sul. Eventualmente, Hubert Humphrey, Walter Reuther e líderes dos direitos civis dos negros, incluindo Roy Wilkins, Martin Luther King, Jr., e Bayard Rustin elaboraram um compromisso: a MFDP levou dois lugares; a regular delegação de Mississippi foi obrigado a fazer a promessa de apoiar o bilhete do partido, e não futuramente na convenção democrata aceitaria uma delegação escolhido por uma enquete discriminatória. Joseph L. Rauh, Jr., advogado do MFDP, inicialmente recusou-se neste negócio, mas eles finalmente tomaram seus assentos. Muitos delegados brancos do Mississipi e Alabama recusaram-se a assinar qualquer compromisso, e deixaram a convenção; e muitos jovens militantes dos direitos civis foram ofendidos por qualquer compromisso. Johnson conseguiu os votos do Sul como um todo na eleição, mas perdeu Louisiana, Alabama, Mississippi, Geórgia e Carolina do Sul.
Johnson também enfrentou problemas com Robert F. Kennedy, procurador-geral dos Estados Unidos e irmão mais novo do presidente Kennedy. Robert F. Kennedy e Johnson, pessoalmente, não gostavam um do outro, desde a Convenção Nacional Democrata de 1960, quando Robert Kennedy tentou evitar que Johnson se tornasse companheiro de chapa de seu irmão. Johnson ficou preocupado que Robert F. Kennedy poderia usar seu discurso agendado na Convenção Democrata de 1964 para criar uma onda de emoção entre os delegados para fazê-lo companheiro de chapa de Johnson, mas ele impediu que isso deliberadamente acontecesse, agendando o discurso de Kennedy para o último dia da convenção, após o seu companheiro de chapa já ter sido escolhido. Pouco depois da Convenção Democrata de 1964, Kennedy decidiu sair do gabinete de Johnson e concorrer para o Senado dos Estados Unidos por Nova York, e ele venceu a eleição geral em novembro. Johnson escolheu o senador Hubert Humphrey de Minnesota, um liberal e ativista dos direitos civis, como seu companheiro de chapa. Notou-se que a necessidade de um candidato à vice-presidência, no pós assassinato de John F. Kennedy, deixou algum suspense para a convenção. A convenção foi realizada entre 24 e 27 de agosto em Atlantic City no estado de Nova Jersey.

### Partido Republicano

#### Primárias republicanas
O Partido Republicano (também conhecido como Grand Old Party, GOP) foi mal dividido em 1964, entre as suas facções conservadora e moderada liberal. O ex-vice-presidente Richard Nixon, que tinha perdido para John F. Kennedy na eleição presidencial 1960, decidiu não concorrer. Nixon, um moderado, com ligações com ambas as alas do Partido Republicano, tinha sido capaz de unir as facções, em 1960, em sua ausência, o caminho estava livre para as duas facções se envolver em uma guerra política civil para a nomeação. Barry Goldwater, um senador do Arizona, foi o campeão dos conservadores. Os conservadores tinham sido, historicamente, com base no Centro-Oeste americano, mas no início dos anos de 1950 os conservadores foram ganhando poder no Sul e Oeste. Os conservadores favoreciam uma baixa de impostos, o governo federal que apoiava os direitos individuais e interesses empresariais e oposição a programas de assistência social. Os conservadores também se ressentiam do domínio da ala moderada do Partido Republicano, que foi baseado no Nordeste dos Estados Unidos. Desde 1940, os moderados do Leste com sucesso derrotaram os candidatos conservadores à presidência nas convenções nacionais do Partido Republicano. Os conservadores acreditavam que os moderados do Leste foram pouco diferente dos democratas liberais em sua filosofia e abordagem ao governo. O principal adversário de Goldwater para a nomeação republicana foi Nelson Rockefeller, o governador de Nova York e líder de longa data da facção do Partido Republicano liberal-moderada.
Inicialmente, Nelson Rockefeller era considerado o favorito, à frente de Goldwater. No entanto, em 1963, dois anos após o divórcio de Rockefeller com sua primeira esposa, casou-se com Margarita "Happy" Murphy, uma mulher de 15 anos mais jovem, que tinha acabado de se divorciar do marido e rendeu-se seus quatro filhos à sua guarda. O fato de Murphy de repente ter se divorciado do marido antes de casar com Rockefeller levou a rumores de que Rockefeller estava tendo um caso extraconjugal com ela. Isto irritou muitos conservadores sociais e os eleitores do sexo feminino dentro do GOP, muitos dos quais sussurrou que Rockefeller era um "ladrão de mulher". Após o seu novo casamento, a perspectiva de Rockefeller entre os republicanos perderam 20 pontos durante a noite. O senador Prescott Bush de Connecticut, o pai do futuro presidente George Herbert Walker Bush e avô do presidente George Walker Bush, foi um dos críticos de Rockefeller sobre esta questão: "Como chegamos ao ponto de nossa vida na nação, onde o governador de um grande estado no qual talvez aspira a nomeação para presidente dos Estados Unidos, pode desertar uma boa esposa, mãe de seus filhos crescidos, divorciar-se dela, e, então, persuadir com uma jovem mãe de quatro jovens a abandonar o marido e os quatro filhos e se casar com o governador?"
Na primeira primária, em Nova Hampshire, tanto Rockefeller e Goldwater foram considerados os favoritos, mas os eleitores deram a vitória surpreendentemente para o embaixador dos EUA no Vietnã do Sul, Henry Cabot Lodge Jr., companheiro de chapa de Nixon em 1960 e um ex-senador de Massachusetts. Lodge foi um candidato inscrito na cédula pelos eleitores. Lodge passou a ganhar as primárias no Massachusetts e na Nova Jersey, antes de finalmente decidir que ele não queria que a nomeação republicana, então retirou sua candidatura.
Apesar de sua derrota em Nova Hampshire, Barry Goldwater pressionou, vencendo as primárias no Illinois, no Texas, na Indiana com pouca oposição, e a primária de Nebraska, após um grande desafio a partir de um movimento correntes-de-Nixon. Goldwater também ganhou uma série de caucuses estaduais e reuniu ainda mais delegados. Enquanto isso, Nelson Rockefeller ganhou as primárias na Virgínia Ocidental e no Oregon contra Goldwater, e William Scranton venceu em seu estado natal da Pensilvânia. Tanto Rockefeller e Scranton também ganharam vários caucuses estaduais, principalmente no Nordeste.
O confronto final entre Goldwater e Rockefeller foi nas primárias da Califórnia. Apesar das acusações anteriores a respeito de seu casamento, Nelson Rockefeller apareceu no caminho para a vitória, quando sua nova esposa deu à luz Nelson Rockefeller, Jr., três dias antes da primária. O nascimento de seu filho trouxe a questão de adultério, e Rockefeller, de repente perdeu provabilidade nas pesquisas. Goldwater venceu as primárias numa margem estreita de 51% a 49%, eliminando assim Rockefeller como um candidato sério. Com a eliminação de Rockefeller, os moderados do partido e os liberais se voltaram para William Scranton, o governador da Pensilvânia, na esperança de que ele poderia parar Goldwater. No entanto, quando a Convenção Republicana começou, Goldwater era visto como o grande favorito para ganhar a nomeação.

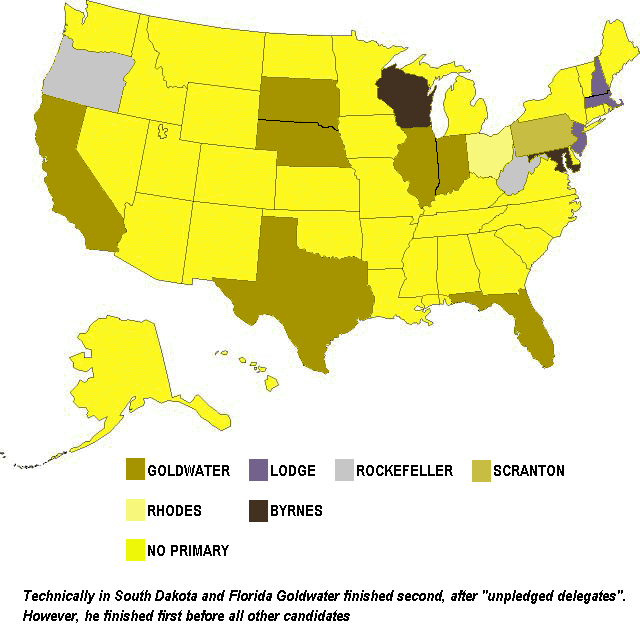
Vencedor em cada estado pelo voto popular nas primárias republicanas de acordo com a legenda.

| Resultados do voto popular nas primárias republicanas            | Resultados do voto popular nas primárias republicanas | Resultados do voto popular nas primárias republicanas |
| Candidato                                                        | Votos                                                 | %                                                     |
| ---------------------------------------------------------------- | ----------------------------------------------------- | ----------------------------------------------------- |
| Barry Goldwater                                                  | 2.267.079                                             | 38,33%                                                |
| Nelson A. Rockefeller                                            | 1.304.204                                             | 22,05%                                                |
| James A. Rhodes                                                  | 615.754                                               | 10,41%                                                |
| Henry Cabot Lodge, Jr.                                           | 386.661                                               | 6,54%                                                 |
| John W. Byrnes                                                   | 299.612                                               | 5,07%                                                 |
| William W. Scranton                                              | 245.401                                               | 4,15%                                                 |
| Margaret Chase Smith                                             | 227.007                                               | 3,84%                                                 |
| Richard Nixon                                                    | 197.212                                               | 3,33%                                                 |
| Candidato livre, nenhum (Unpledged)                              | 173.652                                               | 2,94%                                                 |
| Harold Stassen                                                   | 114.083                                               | 1,93%                                                 |
| Outros                                                           | 58.933                                                | 0,99%                                                 |
| Lyndon Johnson (inscrito na cédula pelos eleitores - "write-in") | 23.406                                                | 0,40%                                                 |
| George Romney                                                    | 1.955                                                 | 0,03%                                                 |

#### Convenção Nacional Republicana
A Convenção Nacional Republicana de 1964 em Daly City (Califórnia) foi uma das mais amargas no registro, como moderados do partido e os conservadores expressaram abertamente o seu desprezo um pelo outro. Rockefeller foi ruidosamente vaiado quando chegou ao pódio para discursar. Em seu discurso, ele criticou duramente os conservadores do partido, o que levou muitos conservadores nas galerias a gritar e gritar com ele. Um grupo de moderados tentaram apoiar Scranton para parar Goldwater, mas as forças de Goldwater facilmente conseguiu a nomeação no primeiro escrutínio. A contagem presidencial foi o seguinte:
- Barry Goldwater - 883
- William Scranton - 214
- Nelson Rockefeller - 114
- George Romney - 41
- Margaret Chase Smith - 27
- Walter Judd - 22
- Hiram Fong - 5
- Henry Cabot Lodge Jr. - 2

A nomeação à vice-presidência foi para William E. Miller, um congressista de Nova York.
Em aceitar sua nomeação, Goldwater proferiu sua frase mais famosa (a citação de Marco Cícero): "Gostaria de lembrar que o extremismo na defesa da liberdade não é vício. E deixe-me lembrá-lo também que a moderação na busca da justiça não é virtude. "Para muitos moderados do Partido Republicano, o discurso de Goldwater foi visto como um insulto deliberado.

## Campanha
Embora Goldwater tivesse sido bem sucedido no comício entre os conservadores, ele não foi capaz de ampliar sua base de apoio para a eleição geral. Pouco antes da Convenção Republicana, ele votou contra a Lei dos Direitos Civis de 1964. Os partidários de Johnson usou este fato para mostrar Goldwater como um racista. Isso, apesar do fato de que Goldwater apoiou a causa dos direitos civis em geral, e votou a favor da Lei dos Direitos Civis de 1957 e 1960 (ironicamente, Johnson como o então líder da maioria no Senado, foi fortemente opositor - e ajudou a enfraquecer - ambos no mesmo tempo). Goldwater argumentou que era uma questão para os estados individuais em vez da legislação federal. Goldwater era famoso por falar "off-the-cuff" às vezes - off-the-cuff significa um discurso improvisado, no caso, um discurso sendo lido por uma anotação no punho da manga da camisa para dar a falsa impressão de que não estaria lendo -, e muitas de suas declarações anteriores foram dadas ampla publicidade pelos democratas. No início dos anos 1960, Goldwater tinha chamado a administração Dwight D. Eisenhower de "uma loja de variedades do New Deal", e o ex-presidente nunca o perdoou, ou ofereceu-lhe seu total apoio na eleição.
Em dezembro de 1961, ele disse em entrevista coletiva que "às vezes eu penso que este país seria melhor se pudéssemos simplesmente ver fora da Costa Leste e deixá-la flutuar para o mar", uma observação que indica seu desagrado do liberal econômico e políticas sociais que muitas vezes eram associados a essa parte da nação. Esse comentário voltou para assombrá-lo, na forma de uma comercial de televisão de Johnson, como fez observações sobre a Segurança Social voluntária e vender o "Tennessee Valley Authority" - corporação de estímulo à economia no Vale Tennessee próxima ao Rio Tennessee. Em sua mais famosa gafe verbal, Goldwater uma vez brincou que os militares dos EUA devem "um arremesso [de uma bomba nuclear] no quarto dos homens de Kremlin" na União Soviética.
Goldwater também foi ferido pela relutância de muitos proeminentes republicanos moderados para apoiá-lo. Os governadores Nelson Rockefeller de Nova York e George Romney de Michigan se recusaram a endossar Goldwater e a fazer campanha para ele. Por outro lado, o ex-vice-presidente Richard Nixon e o governador William Scranton da Pensilvânia apoiaram lealmente o bilhete republicano e fizeram campanha para Goldwater, embora Nixon não concordasse inteiramente com as posições políticas de Goldwater, e disse que seria "uma tragédia" se a plataforma de Goldwater não fosse "desafiada e repudiada" pelos republicanos. O New York Herald Tribune, um jornal dos republicanos do leste (e um alvo para ativistas de Goldwater durante as primárias), apoiaram Johnson nas eleições gerais. Alguns moderados até mesmo formaram uma corrente "republicanos por Johnson", embora os políticos mais proeminentes do Partido Republicano evitou ser associado a ele.
Pouco antes da convenção republicana, o repórter da CBS Daniel Schorr escreveu da Alemanha que "parece que o senador Goldwater, se indicado, estará começando sua campanha aqui na Baviera, centro de direita da Alemanha" e "pisoteando a terra de Hitler e constatando que Goldwater poderia estar falando para uma reunião de "alemães de extrema-direita", unindo os extremistas de ambos os países. De fato, não houve tal reunião e nem viagem planejada.
A revista americana "Fact" publicou um artigo duma votação psiquiatra em todo o país sobre a sanidade de Goldwater. 1.189 psiquiatras pareciam concordar que Goldwater foi "emocionalmente instável" e era impróprio para o cargo de Presidente da República, embora nenhum dos membros tivesse realmente entrevistado Goldwater. O artigo recebeu uma grande publicidade. Em um processo por difamação, Goldwater finalmente recebeu 1 dólar em indenização por danos compensatórios, e 75.000 dólares em danos punitivos.
O forte apoio de Dwight D. Eisenhower poderia ter sido um trunfo para a campanha de Goldwater, mas sua ausência foi claramente notado. Quando questionado sobre as capacidades presidenciais do irmão mais novo do ex-presidente, o administrador universitário Milton S. Eisenhower, em julho de 1964, Goldwater respondeu: "Um Eisenhower em uma geração é o suficiente." A celebridade proeminiente de Hollywood que apoiou energicamente Goldwater foi Ronald Reagan. Reagan fez um discurso bem recebido na televisão apoiando Goldwater, que era tão popular, fez os conselheiros de Goldwater colocarem em emissoras de televisões locais de todo o país. Muitos historiadores consideram este discurso para marcar o início da transformação de Reagan de um ator a um líder político. Em 1966, Reagan seria eleito governador da Califórnia, em uma vitória esmagadora.

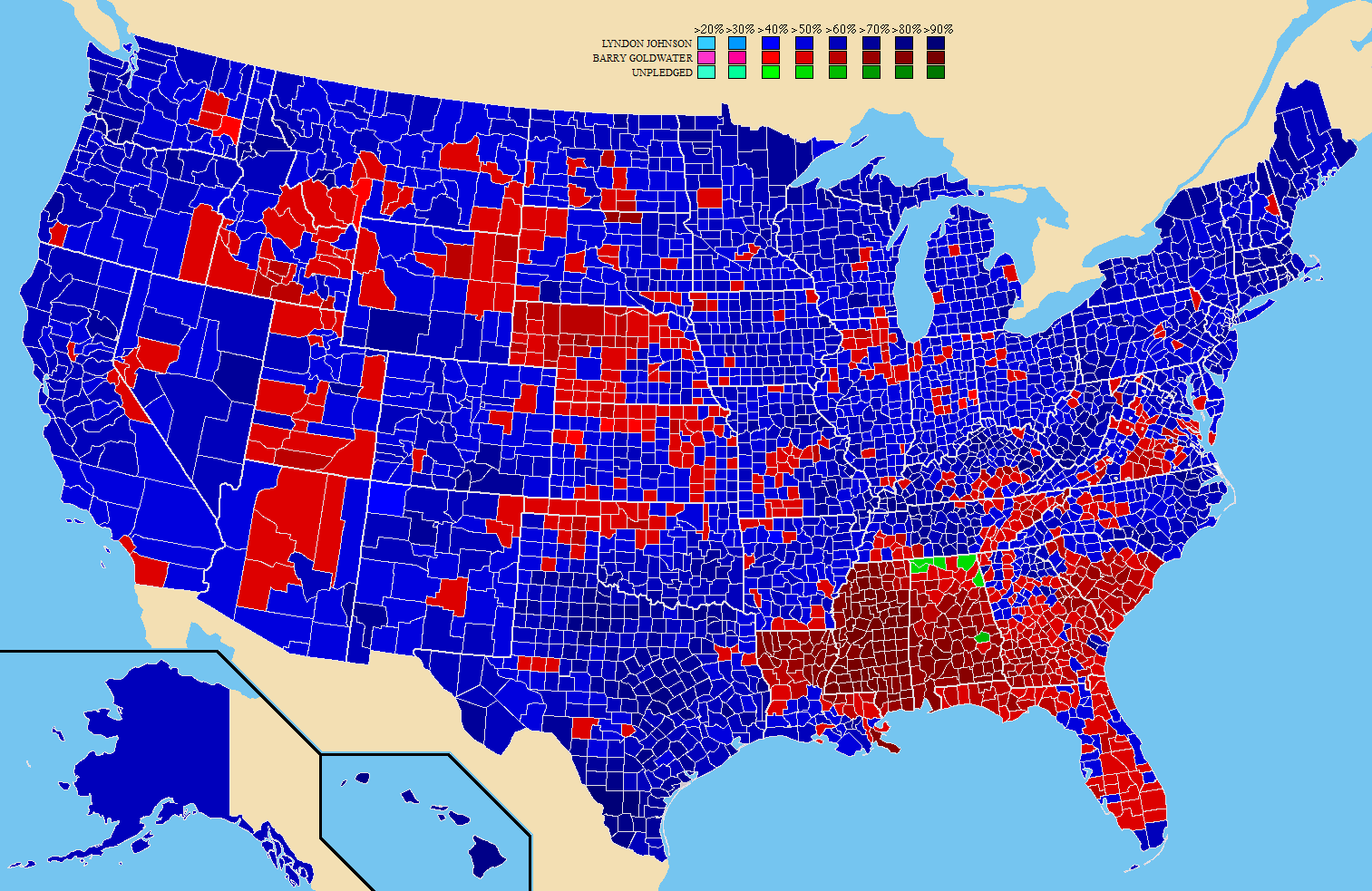
Resultados por condados:
Lyndon B. Johnson;
Barry Goldwater;
Eleitor do Colégio Eleitoral livre, não obrigado a votar em determinado candidato (Unpledged).

Johnson se posicionou como um moderado e conseguiu retratar Goldwater como um extremista. Goldwater tinha o hábito de fazer declarações sobre guerra, arma nuclear e economia, que poderiam ser usadas contra ele. A mais famosa, a campanha de Johnson transmitiu um comercial de televisão em 7 de setembro apelidado de "Daisy Girl", que contou com uma menina colhendo pétalas de uma margarida num campo, contando-as, e em seguida em uma contagem regressiva de lançamento e uma explosão nuclear. Os anúncios foram em resposta à tática defesa de Goldwater em utilizar armas nucleares no Vietnã. Em outro anúncio de Johnson, chamado "Confissões de um Republicano", Goldwater está ligado à Ku Klux Klan. Os eleitores cada vez mais viram Goldwater como um candidato da ala de direita - seu slogan "Em seu coração, você sabe que ele está certo", foi sucesso na paródia da campanha de Johnson em "Em sua coragem, você sabe que ele é louco", ou "em seu coração, você sabe que ele pode" (como em apertar o botão nuclear), ou ainda "em seu coração, ele é muito mais à direita" (alguns cínicos usavam bordões dizendo: "Mesmo Johnson é melhor do que Goldwater!")
A maior preocupação da campanha de Johnson pode ter sido a complacência dos eleitores levando ao baixo comparecimento às urnas em estados de importância eleitoral. Para contrariar esta situação, todos os anúncios da transmissão de Johnson dizia: "Vote para o presidente Johnson em 3 de novembro. Os problemas são muito se você ficar em casa.." A campanha democrata usou dois outros slogans, "Todo o caminho com LBJ" e "LBJ para os EUA".
A campanha eleitoral foi interrompida por uma semana pela morte do ex-presidente Herbert Hoover em 20 de outubro de 1964, porque era considerado desrespeitoso fazer campanha durante um tempo de luto. Hoover morreu de causas naturais. Ele tinha sido o presidente dos Estados Unidos entre 1929 e 1933.

## Resultados
| Resultado geral da eleição presidencial dos Estados Unidos de 1964                                    | Resultado geral da eleição presidencial dos Estados Unidos de 1964                                    | Resultado geral da eleição presidencial dos Estados Unidos de 1964                                    | Resultado geral da eleição presidencial dos Estados Unidos de 1964 | Resultado geral da eleição presidencial dos Estados Unidos de 1964 | Resultado geral da eleição presidencial dos Estados Unidos de 1964 | Resultado geral da eleição presidencial dos Estados Unidos de 1964 | Resultado geral da eleição presidencial dos Estados Unidos de 1964 | Resultado geral da eleição presidencial dos Estados Unidos de 1964 | Resultado geral da eleição presidencial dos Estados Unidos de 1964 |
| Candidato presidencial                                                                                | Partido                                                                                               | Estado de origem                                                                                      | Voto popular                                                       | Voto popular                                                       | Colégio Eleitoral                                                  | Colégio Eleitoral                                                  | Running mate                                                       | Running mate                                                       | Running mate                                                       |
| Candidato presidencial                                                                                | Partido                                                                                               | Estado de origem                                                                                      | Votos                                                              | %                                                                  | Votos                                                              | %                                                                  | Candidato vice-presidencial                                        | Estado de origem                                                   | Colégio Eleitoral                                                  |
| --- | --- | --- | ------------------------------------------------------------------ | ------------------------------------------------------------------ | ------------------------------------------------------------------ | ------------------------------------------------------------------ | ------------------------------------------------------------------ | ------------------------------------------------------------------ | ------------------------------------------------------------------ |
| Lyndon B. Johnson                                                                                     | Partido Democrata (Democratic Party)                                                                  | Texas                                                                                                 | 43.127.041                                                         | 61,05%                                                             | 486                                                                | 90,3%                                                              | Hubert Humphrey                                                    | Dakota do Sul                                                      | 486                                                                |
| Barry Goldwater                                                                                       | Partido Republicano (Republican Party)                                                                | Arizona                                                                                               | 27.175.754                                                         | 38,47%                                                             | 52                                                                 | 9,7%                                                               | William E. Miller                                                  | Nova Iorque                                                        | 52                                                                 |
| Eleitor do Colégio Eleitoral livre, não obrigado a votar em determinado candidato (Unpledged Elector) | Eleitor do Colégio Eleitoral livre, não obrigado a votar em determinado candidato (Unpledged Elector) | Eleitor do Colégio Eleitoral livre, não obrigado a votar em determinado candidato (Unpledged Elector) | 210.732                                                            | 0,30%                                                              | 0                                                                  | 0%                                                                 | Nenhum                                                             | Nenhum                                                             | 0                                                                  |
| Heric Hass                                                                                            | Partido Socialista Trabalhista (Socialist Labor Party)                                                | Nova Iorque                                                                                           | 45.189                                                             | 0,06%                                                              | 0                                                                  | 0%                                                                 | Henning A. Blomen                                                  | Massachusetts                                                      | 0                                                                  |
| Outros                                                                                                | Outros                                                                                                | Outros                                                                                                | 80.863                                                             | 0,12%                                                              | 0                                                                  | 0%                                                                 | Outros                                                             | Outros                                                             | 0                                                                  |
| Total                                                                                                 | Total                                                                                                 | Total                                                                                                 | 70.639.579                                                         | 100%                                                               | 538                                                                |                                                                    |                                                                    |                                                                    | 538                                                                |
| Votos minímos do Colégio Eleitoral de que se precisa para vencer                                      | Votos minímos do Colégio Eleitoral de que se precisa para vencer                                      | Votos minímos do Colégio Eleitoral de que se precisa para vencer                                      | Votos minímos do Colégio Eleitoral de que se precisa para vencer   | Votos minímos do Colégio Eleitoral de que se precisa para vencer   | 270                                                                |                                                                    |                                                                    |                                                                    | 270                                                                |

Fonte - Voto popular: Colégio Eleitoral: 